# Barragem do Vajont

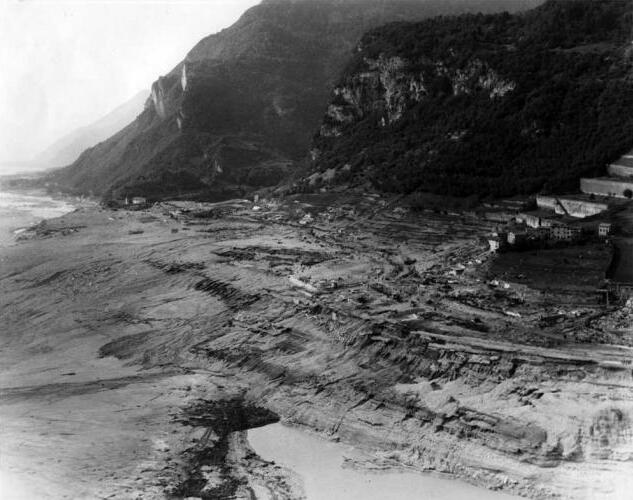
Extensão dos danos à vila de Longarone, após ser atingida por uma onda formada pelo deslizamento de terra sobre a represa.

A barragem do Vajont, atualmente em desuso, foi concluída em 1960 no vale do rio Vajont ao lado do Monte Toc, 100 km ao norte de Veneza, Itália. Um deslizamento de terra das encostas em 9 de outubro de 1963 causou a transposição da barragem e cerca de 1910 mortes.
Uma das barragens mais altas do mundo, com 262 m de altura, 27 m de espessura na base e 3,4 m no topo. A transposição ocorrida em 1963 foi causada quando os projetistas ignoraram a instabilidade geológica do Monte Toc, no lado sul da bacia. Os sinais de aviso e avaliações negativas durante as fases iniciais do projeto foram desconsiderados. O deslizamento de terra sobre a represa criou uma onda, inundando e destruindo o vale do Rio Piave, incluindo várias aldeias.
Em 12 de fevereiro de 2008, enquanto o lançamento do Ano Internacional do Planeta Terra, a UNESCO citou a tragédia da barragem do Vajont dentre cinco "contos de advertência", causado por falha humana.